# 몰타 회담

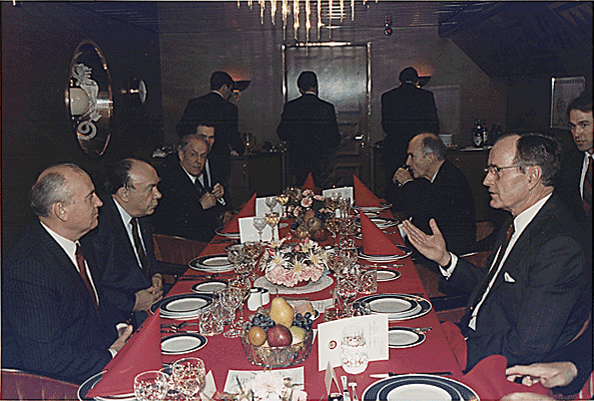
고르바초프와 부시 대통령이 몰타 마르사실로크 항구에 있는 소비에트 유람선 맥심 고르키에서 막 식사하려 하고 있다.

몰타 미·소 정상회담(영어: Malta Summit, 러시아어: Мальтийский саммит)은 미국의 조지 H. W. 부시 대통령과 소련 공산당 서기장 미하일 고르바초프가 1989년 12월 2일과 3일, 이틀 동안 지중해 몰타 비르제부자에서 가진 정상회담이다.
회담을 끝낸 두 정상은 공동기자회견에서 '동서가 냉전 체제에서 새로운 협력시대로 접어들고 있다'고 선언하였다. 또한 핵무기 감축 등 군축협정 체결을 위한 논의에 진전을 보았으며, 지역분쟁 해결원칙에 합의했음을 밝혔다. 또한 미국은 소련의 경제개혁정책에 광범위한 지원 조치를 취할 것을 약속하였다.

## 같이 보기
- 얄타 회담
- 냉전